# Championnats d'Europe de gymnastique artistique 2007
Navigation
Édition précédente Édition suivante
Les 2e Championnats d’Europe individuels de gymnastique artistique masculine et féminine se sont déroulés à Amsterdam du 26 au 29 avril 2007.

## Résultats hommes

### Concours général individuel
| Rang               | Gymnaste                  | Sol    | Cheval d'arçon | Anneaux | Saut   | Barres parallèles | Barre fixe | Total  |
| ------------------ | ------------------------- | ------ | -------------- | ------- | ------ | ----------------- | ---------- | ------ |
| Médaille d'or      | Maksim Devyatovskiy (RUS) | 14.525 | 14.925         | 15.100  | 16.250 | 15.575            | 13.875     | 90.250 |
| Médaille d'argent  | Fabian Hambüchen (GER)    | 15.225 | 13.575         | 14.450  | 15.825 | 15.200            | 15.400     | 89.675 |
| Médaille de bronze | Yury Ryazanov (RUS)       | 14.475 | 14.275         | 15.075  | 15.650 | 15.100            | 14.425     | 89.000 |
| 4                  | Rafael Martinez (ESP)     |        |                |         |        |                   |            |        |
| 5                  | Flavius Koczi (ROU)       |        |                |         |        |                   |            |        |
| 6                  | Epke Zonderland (NED)     |        |                |         |        |                   |            |        |
| 6                  | Manuel Campos (POR)       |        |                |         |        |                   |            |        |
| 6                  | Răzvan Șelariu (ROU)      |        |                |         |        |                   |            |        |
| 9                  | Jeffrey Wammes (NED)      |        |                |         |        |                   |            |        |
| 10                 | Dimitri Savitski (BLR)    |        |                |         |        |                   |            |        |
| 11                 | Ilia Giorgadze (GEO)      |        |                |         |        |                   |            |        |
| 11                 | Enrico Pozzo (ITA)        |        |                |         |        |                   |            |        |
| 13                 | Daniel Keatings (GBR)     |        |                |         |        |                   |            |        |
| 14                 | Robert Juckel (GER)       |        |                |         |        |                   |            |        |
| 15                 | Dimitri Karbanenko (FRA)  |        |                |         |        |                   |            |        |
| 16                 | Claudio Capelli (SUI)     |        |                |         |        |                   |            |        |
| 17                 | Filip Ude (CRO)           |        |                |         |        |                   |            |        |
| 18                 | Sami Aalto (FIN)          |        |                |         |        |                   |            |        |
| 19                 | Matteo Morandi (ITA)      |        |                |         |        |                   |            |        |
| 20                 | Stepanyan Vahag (ARM)     |        |                |         |        |                   |            |        |
| 21                 | Niki Boeschenstein (SUI)  |        |                |         |        |                   |            |        |
| 22                 | Alexander Shatilov (ISR)  |        |                |         |        |                   |            |        |
| 23                 | Ross Brewer (GBR)         |        |                |         |        |                   |            |        |
| 24                 | Marcell Hetrovics (HUN)   |        |                |         |        |                   |            |        |

### Finales par engins

#### Sol
| Rang               | Gymnaste                   | Score D | Score E | Pén. | Total  |
| ------------------ | -------------------------- | ------- | ------- | ---- | ------ |
| Médaille d'or      | Rafael Martinez (ESP)      |         |         |      | 15.550 |
| Médaille d'argent  | Thomas Bouhail (FRA)       |         |         |      | 15.350 |
| Médaille de bronze | Matthias Fahrig (GER)      |         |         |      | 15.275 |
| Médaille de bronze | Elefthérios Kosmídis (GRE) |         |         |      | 15.275 |
| 5                  | Anton Golotsutskov (RUS)   |         |         |      | 15.175 |
| 6                  | Enrico Pozzo (ITA)         |         |         |      | 15.125 |
| 7                  | Marian Dragulescu (ROU)    |         |         |      | 14.300 |
| 8                  | Flavius Koczi (ROU)        |         |         |      | 14.250 |

#### Cheval d'arçon
| Rang               | Gymnaste                 | Score D | Score E | Pén. | Total  |
| ------------------ | ------------------------ | ------- | ------- | ---- | ------ |
| Médaille d'or      | Krisztian Berki (HUN)    |         |         |      | 15.800 |
| Médaille d'argent  | Daniel Keatings (GBR)    |         |         |      | 15.450 |
| Médaille de bronze | Flavius Koczi (ROU)      |         |         |      | 15.325 |
| 4                  | Louis Smith (GBR)        |         |         |      | 15.300 |
| 5                  | Nikolai Kryukov (RUS)    |         |         |      | 14.975 |
| 5                  | DonnaDonny Truyens (BEL) |         |         |      | 14.975 |
| 7                  | Filip Ude (CRO)          |         |         |      | 14.325 |
| 8                  | Robert Seligman (CRO)    |         |         |      | 12.425 |

#### Anneaux
| Rang              | Gymnaste                   | Score D | Score E | Pén. | Total  |
| ----------------- | -------------------------- | ------- | ------- | ---- | ------ |
| Médaille d'or     | Oleksandr Vorobiov (UKR)   |         |         |      | 16.325 |
| Médaille d'argent | Jordan Jovtchev (BUL)      |         |         |      | 16.200 |
| Médaille d'argent | Andrea Coppolino (ITA)     |         |         |      | 16.200 |
| 4                 | K. Pluzhnikov (RUS)        |         |         |      | 15.800 |
| 5                 | Matteo Morandi (ITA)       |         |         |      | 15.375 |
| 6                 | Thomas Andergassen (GER)   |         |         |      | 15.350 |
| 7                 | Dimitri Savitski (BLR)     |         |         |      | 15.025 |
| 8                 | Dimitri Kaspiarovich (BLR) |         |         |      | 14.850 |

#### Saut de cheval
| Rang               | Gymnaste                   | Score D | Score E | Pén. | Score 1 | Score D | Score E | Pén. | Score 2 | Total  |
| ------------------ | -------------------------- | ------- | ------- | ---- | ------- | ------- | ------- | ---- | ------- | ------ |
| Médaille d'or      | Anton Golotsutskov (RUS)   |         |         |      |         |         |         |      |         | 16.537 |
| Médaille d'argent  | Raphaël Wignanitz (FRA)    |         |         |      |         |         |         |      |         | 16.312 |
| Médaille de bronze | Jeffrey Wammes (NED)       |         |         |      |         |         |         |      |         | 16.237 |
| 4                  | Matthias Fahrig (GER)      |         |         |      |         |         |         |      |         | 16.175 |
| 5                  | Marian Dragulescu (ROU)    |         |         |      |         |         |         |      |         | 16.100 |
| 6                  | Leszek Blanik (POL)        |         |         |      |         |         |         |      |         | 15.987 |
| 7                  | Dimitri Kaspiarovich (BLR) |         |         |      |         |         |         |      |         | 15.650 |
| 8                  | Oleksandr Yakubovsky (UKR) |         |         |      |         |         |         |      |         | 15.512 |

#### Barres parallèles
| Rang               | Gymnaste                   | Score D | Score E | Pén. | Total  |
| ------------------ | -------------------------- | ------- | ------- | ---- | ------ |
| Médaille d'or      | Mitja Petkovsek (SVN)      |         |         |      | 15.875 |
| Médaille d'argent  | Nikolai Kryukov (RUS)      |         |         |      | 15.450 |
| Médaille de bronze | Epke Zonderland (NED)      |         |         |      | 15.400 |
| 4                  | Yann Cucherat (FRA)        |         |         |      | 15.325 |
| 5                  | Sergei Khorokhordin (RUS)  |         |         |      | 15.175 |
| 6                  | Dimitri Karbanenko (FRA)   |         |         |      | 15.075 |
| 7                  | Dimitri Kaspiarovich (BLR) |         |         |      | 14.900 |
| 8                  | Rafael Martinez (ESP)      |         |         |      | 14.750 |

#### Barre fixe
| Rang               | Gymnaste                 | Score D | Score E | Pén. | Total  |
| ------------------ | ------------------------ | ------- | ------- | ---- | ------ |
| Médaille d'or      | Fabian Hambuechen (GER)  |         |         |      | 16.025 |
| Médaille d'argent  | Aljaz Pegan (SVN)        |         |         |      | 15.675 |
| Médaille de bronze | Igor Cassina (ITA)       |         |         |      | 15.575 |
| 4                  | Dimitri Karbanenko (FRA) |         |         |      | 15.250 |
| 4                  | Yann Cucherat (FRA)      |         |         |      | 15.250 |
| 6                  | Roman Kulesza (POL)      |         |         |      | 14.875 |
| 7                  | Umit Samiloglu (TUR)     |         |         |      | 14.600 |
| 8                  | Christoph Schärer (SUI)  |         |         |      | 14.050 |

## Résultats femmes

### Concours général individuel
| Rang               | Pays      | Gymnaste             | Total  |
| ------------------ | --------- | -------------------- | ------ |
| Médaille d'or      | Italie    | Vanessa Ferrari      | 61.075 |
| Médaille d'argent  | Roumanie  | Sandra Izbasa        | 59.900 |
| Médaille de bronze | Ukraine   | Alina Kozich         | 59.300 |
| 4                  | Roumanie  | Steliana Nistor      | 58.175 |
| 5                  | Russie    | Ekaterina Kramarenko | 57.825 |
| 6                  | Allemagne | Oksana Chusovitina   | 57.450 |
| 7                  | Tchéquie  | Kristina Palesova    | 56.675 |
| 7                  | Russie    | Kristina Pravdina    | 56.675 |
| 9                  | Pays-Bas  | Verona van de Leur   | 56.225 |
| 10                 | Allemagne | Anja Brinker         | 56.025 |

### Finales par engins

#### Saut
| Rang               | Pays        | Gymnaste            | Total  |
| ------------------ | ----------- | ------------------- | ------ |
| Médaille d'or      | Italie      | Carlotta Giovannini | 14.812 |
| Médaille d'argent  | Allemagne   | Oksana Chusovitina  | 14.725 |
| Médaille de bronze | Russie      | Anna Grudko         | 14.625 |
| 4                  | Russie      | Yulia Lozhecko      | 14.450 |
| 5                  | Tchéquie    | Jana Komrskova      | 14.350 |
| 6                  | Royaume-Uni | Marissa King        | 14.175 |
| 7                  | Hongrie     | Enjkoe Korcsmaros   | 14.012 |
| 8                  | Roumanie    | Sandra Izbasa       | 13.975 |

#### Barres asymétriques
| Rang               | Pays      | Gymnaste             | Total  |
| ------------------ | --------- | -------------------- | ------ |
| Médaille d'or      | Ukraine   | Daria Zgoba          | 15.775 |
| Médaille d'argent  | Roumanie  | Steliana Nistor      | 15.725 |
| Médaille de bronze | Russie    | Ekaterina Kramarenko | 15.425 |
| 4                  | France    | Kathleen Lindor      | 14.700 |
| 5                  | Tchéquie  | Jana Sikulova        | 14.675 |
| 6                  | Italie    | Vanessa Ferrari      | 14.375 |
| 7                  | Allemagne | Anja Brinker         | 13.600 |
| 8                  | Pays-Bas  | Lichelle Wong        | 12.925 |

#### Poutre
| Rang               | Pays     | Gymnaste            | Total  |
| ------------------ | -------- | ------------------- | ------ |
| Médaille d'or      | Russie   | Yulia Lozhecko      | 15.675 |
| Médaille d'argent  | Roumanie | Sandra Izbasa       | 15.525 |
| Médaille de bronze | Grèce    | Stefani Bismpikou   | 15.475 |
| Médaille de bronze | Roumanie | Steliana Nistor     | 15.475 |
| 5                  | Ukraine  | Alina Kozich        | 15.450 |
| 6                  | Russie   | Kristina Pravdina   | 15.250 |
| 7                  | Ukraine  | Irina Krasnyanskaya | 15.225 |
| 8                  | Italie   | Vanessa Ferrari     | 13.550 |

#### Sol
| Rang               | Pays        | Gymnaste             | Total  |
| ------------------ | ----------- | -------------------- | ------ |
| Médaille d'or      | Italie      | Vanessa Ferrari      | 15.400 |
| Médaille d'argent  | Royaume-Uni | Elizabeth Tweddle    | 15.250 |
| Médaille de bronze | Ukraine     | Alina Kozich         | 15.050 |
| 4                  | France      | Cassy Vericel        | 14.625 |
| 5                  | Roumanie    | Steliana Nistor      | 14.600 |
| 6                  | Allemagne   | Oksana Chusovitina   | 14.450 |
| 7                  | Espagne     | Patricia Moreno      | 14.375 |
| 8                  | Roumanie    | Sandra Raluca Izbasa | -      |

## Tableau des médailles confondues
| Rang  | Nation      | Or | Argent | Bronze | Total |
| ----- | ----------- | -- | ------ | ------ | ----- |
| 1     | Russie      | 3  | 1      | 3      | 7     |
| 2     | Italie      | 3  | 1      | 1      | 5     |
| 3     | Ukraine     | 2  | 0      | 2      | 4     |
| 4     | Allemagne   | 1  | 2      | 1      | 4     |
| 5     | Slovénie    | 1  | 1      | 0      | 2     |
| 6     | Hongrie     | 1  | 0      | 0      | 1     |
|       | Espagne     | 1  | 0      | 0      | 1     |
| 8     | Roumanie    | 0  | 3      | 3      | 6     |
| 9     | Royaume-Uni | 0  | 2      | 0      | 2     |
|       | France      | 0  | 2      | 0      | 2     |
| 10    | Bulgarie    | 0  | 1      | 0      | 1     |
| 11    | Grèce       | 0  | 0      | 2      | 1     |
|       | Pays-Bas    | 0  | 0      | 2      | 1     |
| TOTAL | TOTAL       | 12 | 13     | 14     | 39    |